# GP Montferland
De GP Montferland was een veldrijdwedstrijd die van 1993 tot en met 2007 elk jaar werd georganiseerd in de Nederlandse gemeente Zeddam. Het Montferland is een heuvelachtig bosgebied in het oostelijk deel van de provincie Gelderland.
In plaats van de reguliere GP in december werden in de seizoenen 1996/97, 2001/02 en 2004/05 de Nederlandse kampioenschappen veldrijden en in 2005/06 de Wereldkampioenschappen veldrijden georganiseerd.
Door een vermindering van sponsoren en bezoekers werd het organiseren van de Grote Prijs vanaf 2008/09 niet meer betaalbaar.

## Erelijst

### Mannen
| Datum   | Klassement | Cat. | Winnaar             | Tweede              | Derde               |
| ------- | ---------- | ---- | ------------------- | ------------------- | ------------------- |
| 2007    |            |      | Lars Boom           | Erwin Vervecken     | Thijs Al            |
| WK 2006 |            |      | Erwin Vervecken     | Bart Wellens        | Francis Mourey      |
| NK 2005 |            |      | Richard Groenendaal | Wilant van Gils     | Thijs Al            |
| 2003    |            |      | Mario De Clercq     | Richard Groenendaal | Ben Berden          |
| 2002    |            |      | Richard Groenendaal | Gerben de Knegt     | Thijs Verhagen      |
| NK 2002 |            |      | Gerben de Knegt     | Richard Groenendaal | Wim de Vos          |
| 2001    |            |      | Sven Nys            | Petr Dlask          | Richard Groenendaal |
| 2000    |            |      | Mario De Clercq     | Sven Nys            | Richard Groenendaal |
| 1999    |            |      | Thomas Frischknecht | Mario De Clercq     | Marc Janssens       |
| 1997    |            |      | Adrie van der Poel  | Richard Groenendaal | Radomír Šimůnek sr. |
| NK 1997 |            |      | Wim de Vos          | Richard Groenendaal | Adrie van der Poel  |
| 1995    |            |      | Richard Groenendaal | Radomír Šimůnek sr. | Adrie van der Poel  |
| 1994    |            |      | Richard Groenendaal | Radomír Šimůnek sr. | Wim de Vos          |
| 1993    |            |      | Henk Baars          | Wim de Vos          | Edward Kuijper      |

### Vrouwen
| Datum   | Klassement | Cat. | Winnaar                    | Tweede                 | Derde                      |
| ------- | ---------- | ---- | -------------------------- | ---------------------- | -------------------------- |
| 2007    |            |      | Reza Hormes-Ravenstijn     | Daphny van den Brand   | Helen Wyman                |
| WK 2006 |            |      | Marianne Vos               | Hanka Kupfernagel      | Daphny van den Brand       |
| NK 2005 |            |      | Daphny van den Brand       | Marianne Vos           | Mirjam Melchers-Van Poppel |
| 2003    |            |      | Mirjam Melchers-Van Poppel | Marianne Vos           | Reza Hormes-Ravenstijn     |
| 2002    |            |      | Marianne Vos               | Corine Dorland         | Reza Hormes-Ravenstijn     |
| NK 2002 |            |      | Daphny van den Brand       | Corine Dorland         | Debby Mansveld             |
| 2001    |            |      | Daphny van den Brand       | Louise Robinson        | Corine Dorland             |
| 2000    |            |      | Daniëlle Jansen            | Daphny van den Brand   | Ann Grande-Knapp           |
| 1997    |            |      | Hanka Kupfernagel          | Regina Marunde         | Reza Hormes-Ravenstijn     |
| NK 1997 |            |      | Inge Velthuis              | Reza Hormes-Ravenstijn | Natascha den Ouden         |